# 北海道千歳リハビリテーション大学
北海道千歳リハビリテーション大学（ほっかいどうちとせリハビリテーションだいがく、英語: Hokkaido Chitose College of Rehabilitation）は、北海道千歳市里美2丁目10番に本部を置く日本の私立大学。2017年創立、2017年大学設置。
北海道千歳市では唯一の私立大学で、系列は札幌わかくさ幼稚園。

## 概要
衆議院議員の松木謙公が設置法人の理事長を務める理学療法士と作業療法士の養成施設で、2017年に専門学校から大学へ設置変更した。

## 沿革
- 1995年- 学校法人淳心学園が専門学校「北海道千歳リハビリテーション学院」を開学し、理学療法学科を設置し、1期生が入学する。
- 1998年- 作業療法学科を設置し、1期生が入学する。
- 2000年- 夜間部を設置し、夜間部の理学療法学科と作業療法学科にそれぞれ1期生が入学する。
- 2003年- 卒後研修研究センターを設立する。
- 2006年- 臨床研修専攻科を設置する。
- 2008年- 夜間部を廃止する。
- 2013年- 臨床研修専攻科を廃止する。
- 2016年- 文部科学省から「北海道千歳リハビリテーション大学」の設置が認可される。
- 2017年- 「北海道千歳リハビリテーション大学」を開学し、第1期生が入学する。

## 学部・学科
- 健康科学部
  - リハビリテーション学科
    - 理学療法学専攻
    - 作業療法学専攻

## 学生生活
- バスケットボール部（男・女）
- バレーボール部（男・女）
- 野球部（男）
- サッカー部（男）
- バドミントン部（男・女）
- スポーツ理学療法部（男・女）
- ボランティア部（男・女）
- 剣道部（男・女）
- ふまねっと部（男・女）
- ソフトテニス部（男・女）

## 大学関係者と出身者
- 松木謙公 - 学園理事長
- 森満 - 現学長 札幌医科大学名誉教授
- 清水宏保 - 客員教授